# 十條莉緒
十條 莉緒（とおじょう りお、2000年11月17日 - ）は、日本の女優。執筆家。インフルエンサー。
元amebaオフィシャルブロガー。

ブログ開設月に『Ameba Award』にて優秀賞にノミネートされる。
多彩な文章力と波乱万丈な人生や力強く前向きな生き方が綴られておりそれに共感する読者からの支持を得ている。
読者からは聖母のように慕われ悩み相談やカウンセリングも行っている。

## 来歴
東京都出身。2019年6月11日よりエヴァーグリーン・エンタテイメント所属。
2021年5月19日よりフリーにて活動開始。
業務提携はスカイアイプロデュース。
ちなみに2018年頃から女優活動をしている。
CMNOW編集部が選出した2020年注目の次世代女優である。
高校は進学校かつスーパーサイエンスハイスクールである都立富士高校へ通っていた。
美人なのに頭脳明晰という努力家なところや知性、考え方や生き方に人気を集めている。

## 人物
特技は作文、執筆、華道、料理。
メンタル心理カウンセラーの資格を持つ。
Noteコンテストにてノミネート。
行列のできる法律相談所の再現VTRに広瀬すず役で出演した際、「再現度が高かった」「画面を二度見」と話題になった。

学生時代は1日13時間以上もの勉強を行っていたが、芸能活動に専念する為に大学進学をしなかった。
偏差値は70程で家庭に迷惑をかけないために勉強に勤しんだそうだ。
塾は特待生だったと綴られている。
2022年1月からameba officialブロガーに
選出され、オフィシャルブログが開設。
https://web.archive.org/web/20220116135626/https://ameblo.jp/tojyo-rio/
豊かな感受性と多彩な文才に読者から共感を呼んでいる。
最も注目されたブログ『Ameba Award』にて優秀賞にノミネートされる。
2023年4月からmodelpressのCOVERJUというwebサービスよりオフィシャルファンクラブ「りおちゃんファミリー」を開設

## 出演

### 広告
- 東京ディズニーランド・ディズニーシー

ホームページモデル    2019年

### テレビドラマ
- 日曜劇場 この世界の片隅に（2018年7月15日 - 2018年9月16日、TBS）第1話　同級生役

- がっこう×××もうひとつのがっこうぐらし!

(2019年)
- 日本テレビザンビ (2019年)

### 映画
- ライアー×ライアー（2021年2月19日 - ）[3]

### ネットドラマ
- 妖怪人間ベラ〜Episode0〜（2020年8月13日 - ）第2話・第5話・第6話・第8話　実行委員役

### バラエティ
- 1周回って知らない話チョコレートプラネットマネージャー役
- 行列のできる法律相談所“ 24時間テレビ直後の両国・国技館から生放送”再現VTR:IMALU役
- 行列のできる法律相談所“妬み嫉み”SP-再現VTR:ハラミちゃん役
- 行列のできる法律相談所“ずっと憧れています！神ヒーロー”SP(2021年5月30日、日本テレビ)ｰ再現VTR:古川琴音役

- 行列のできる法律相談所“ノーギャラでやります”SP(2021年5月23日、日本テレビ)ｰ再現VTR:剛力彩芽役

- 行列のできる法律相談所"あの人からもらった宝物といらない物"SP（2021年4月11日、日本テレビ） - 再現VTR：広瀬すず役[4]
- 行列のできる法律相談所 "20周年企画さんまと豪華芸能人10年ぶり●●しました"SP（2021年1月31日、日本テレビ） - 再現VTR：茜役
- 誰も知らない明石家さんま　タブー解禁5連発！元妻と再会…40年ぶり母校へ…（2019年12月1日、日本テレビ） - 再現VTR
- ザ!世界仰天ニュース（2018年10月9日、日本テレビ） - 再現VTR
- 奇跡体験！アンビリバボー ～実録！虐待疑われた看護師と女性弁護士の戦い！！～（2018年7月5日、フジテレビ） - 再現VTR： 次女役
- 直撃！シンソウ坂上(2018年7月5日、フジテレビ)ｰ再現VTR:辺見えみり 役

### CM
- 小田急線 「箱根ナビ」
- フライヤー「ようやく来た」篇（2021年1月12日 - ）[5]
- 日清食品　カップヌードル「New Legend」篇（2019年7月22日 - ）
- AEON 「ハピネスモール」
- 「東京個別指導学院」｢関西個別指導学院｣
- リクルート｢POLA｣ (2018年8月3日)
- ジャンボ宝くじ　「サマージャンボ宝くじ『侍・盆踊り』編」（2018年7月3日 - ）

## 書籍

### 雑誌
- CMNOW別冊 NEXTGIRL図鑑 2020-2021（2020年9月15日、玄光社）ISBN 978-4768313633[6]